# 리버풀-맨체스터 철도

A. B. 클레이튼이 제작한 패트리크로프트의 브리지워터 운하를 건너는 리버풀-맨체스터 철도의 석판화.

리버풀-맨체스터 철도(Liverpool and Manchester Railway, L&MR)는 세계 최초의 도시 간 철도였다. 이 철도는 1830년 9월 15일 랭커셔주의 리버풀 마을과 잉글랜드 맨체스터 사이에 개통되었다. 또한 증기기관차에만 의존하고 말이 끄는 교통은 언제든지 허용되지 않는 최초의 철도였다. 전체 길이에 걸쳐 완전히 복선으로 된 최초의 차량이다. 진정한 신호 시스템을 갖춘 최초의 것이었고 온전한 시간표가 최초로 작성되었다. 그리고 처음으로 우편물을 운반했다.
열차는 두 마을 사이를 회사 증기 기관차로 운반했지만 개인용 마차는 허용되었다. 화물 열차의 케이블 운송은 에지힐(Edge Hill) 교차로에서 리버풀 독스까지 가파른 경사의 2.03km 와핑 터널을 따라 내려갔다. 철도는 주로 리버풀 항구와 맨체스터의 면화 공장 및 공장과 주변 도시 사이에서 원자재, 완제품 및 승객의 더 빠른 운송을 제공하기 위해 건설되었다.
조지 스티븐슨(George Stephenson)이 설계하고 건설한 이 노선은 재정적으로 성공했으며 1830년대 영국 전역의 철도 개발에 영향을 미쳤다. 1845년에 철도는 주요 비즈니스 파트너인 그랜드 정션 철도(GJR)에 흡수되었으며, 이듬해에는 런던 및 버밍엄 철도, 맨체스터 및 버밍엄 철도와 합병되어 런던 및 북서부 철도가 형성되었다.